# Enigmapercis reducta
Enigmapercis reducta är en fiskart som beskrevs av Whitley, 1936. Enigmapercis reducta ingår i släktet Enigmapercis och familjen Percophidae. Inga underarter finns listade i Catalogue of Life.